# Бубль (река)
Бубль (фр. Bouble) — река во Франции, протекающая через департаменты Пюи-де-Дом и Алье в регионе Овернь — Рона — Альпы. Это левый приток реки Сьюль, в которую она впадает чуть выше коммуны Сен-Пурсен-сюр-Сьюль. Длина реки — 65 км.

## География

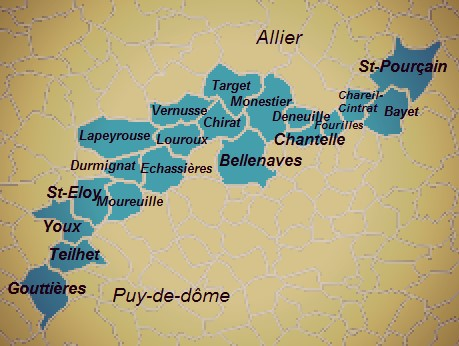
Долина реки Бубль.

Река Бубль начинается в коммуне Гутьер на северо-западе департамента Пюи-де-Дом и первоначально течёт на северо-восток.
Достигая коммуны Тарже в департаменте Алье, Бубль меняет направление, после чего течёт на восток. Впадает в реку Сьюль слева, немного выше города Сен-Пурсен-сюр-Сиуль.

## Пересекаемые коммуны
В департаментах Алье и Пюи-де-Дом река Бубль протекает через двадцать коммун и образует обширную долину, направленную на северо-восток:
От истока к устью река пересекает следующие коммуны:
Пюи-де-Дом: Гутьер, Тейе, Ю, Сент-Элуа-ле-Мин, Мурей, Дюрминья.
Алье: Эшасьер
Пюи-де-Дом: Лаперуз
Алье: Луру-де-Бубль, Вернюс, Шира-л’Эглиз, Тарже, Монестье, Бельнав, Шантель, Денёй-ле-Шантель, Фурий, Шарей-Сентра, Байе, Сен-Пурсен-сюр-Сьюль.

## Притоки
У реки тринадцать притоков, наиболее важные:
- Венан: длина 23,9 км;
- Белон: длина 11 км;
- Бублон: длина 16,9 км.

## Галерея

Река Бубль
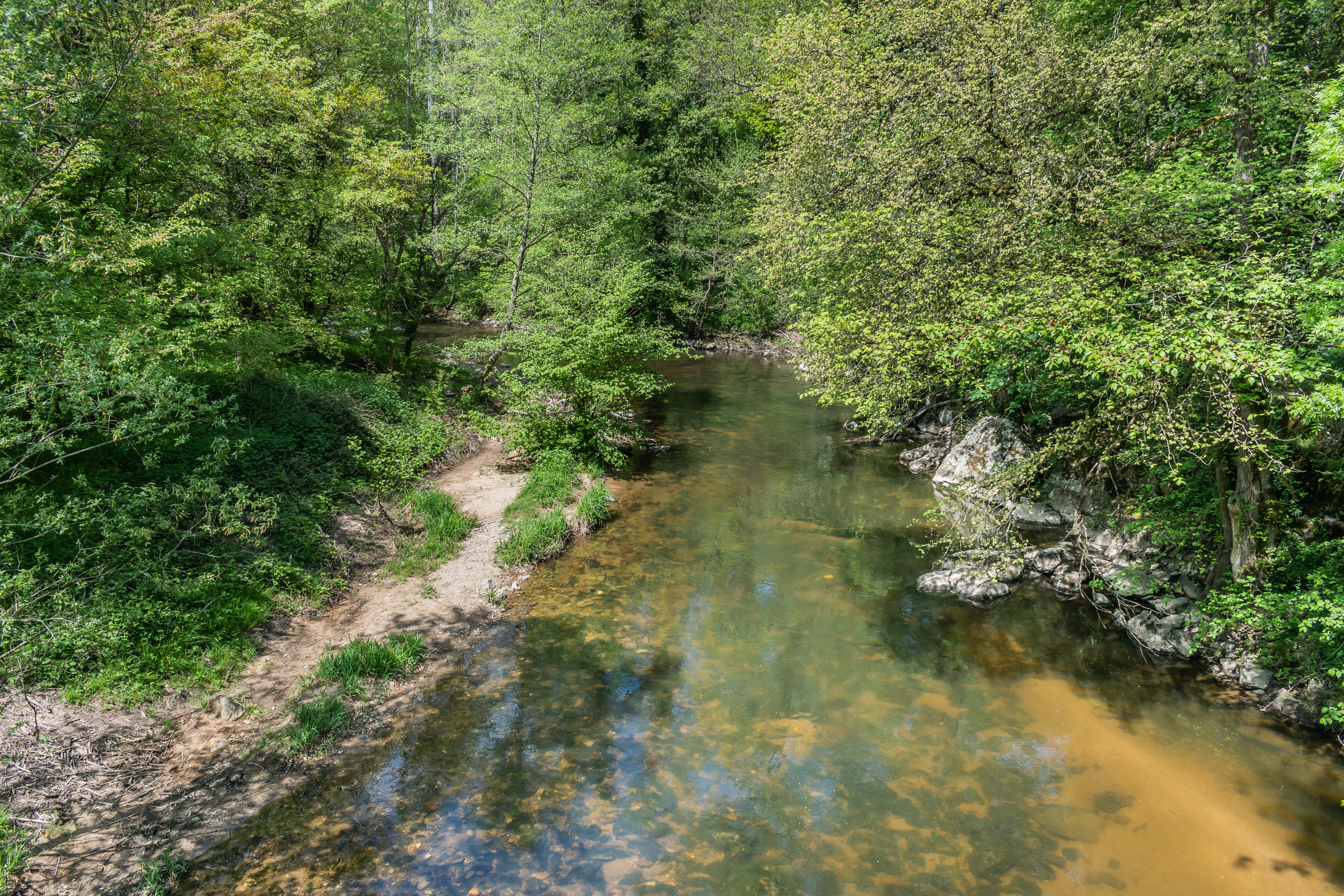
В окрестностях Шантели
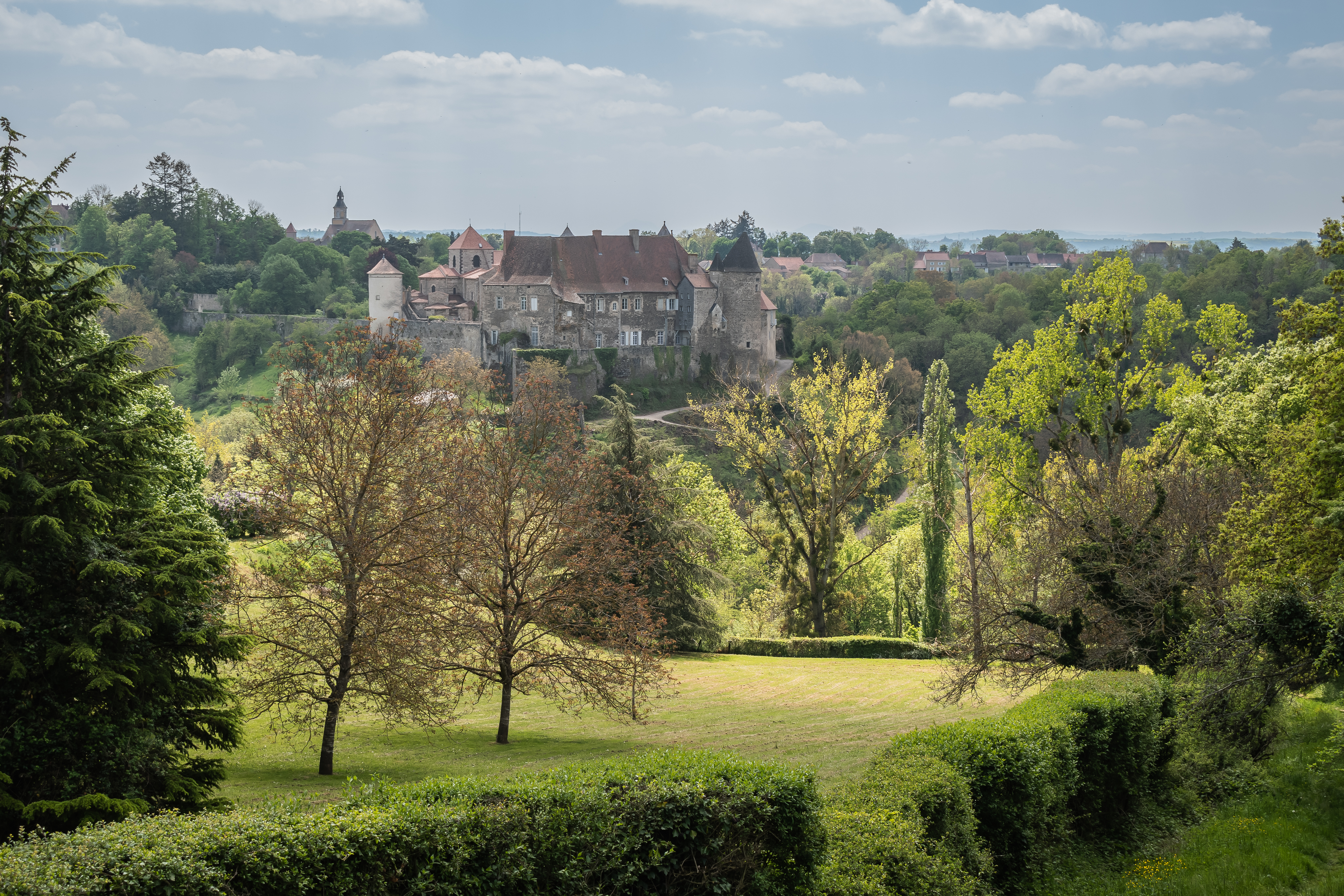
Аббатство Сен-Венсан-де-Шантель в долине реки.
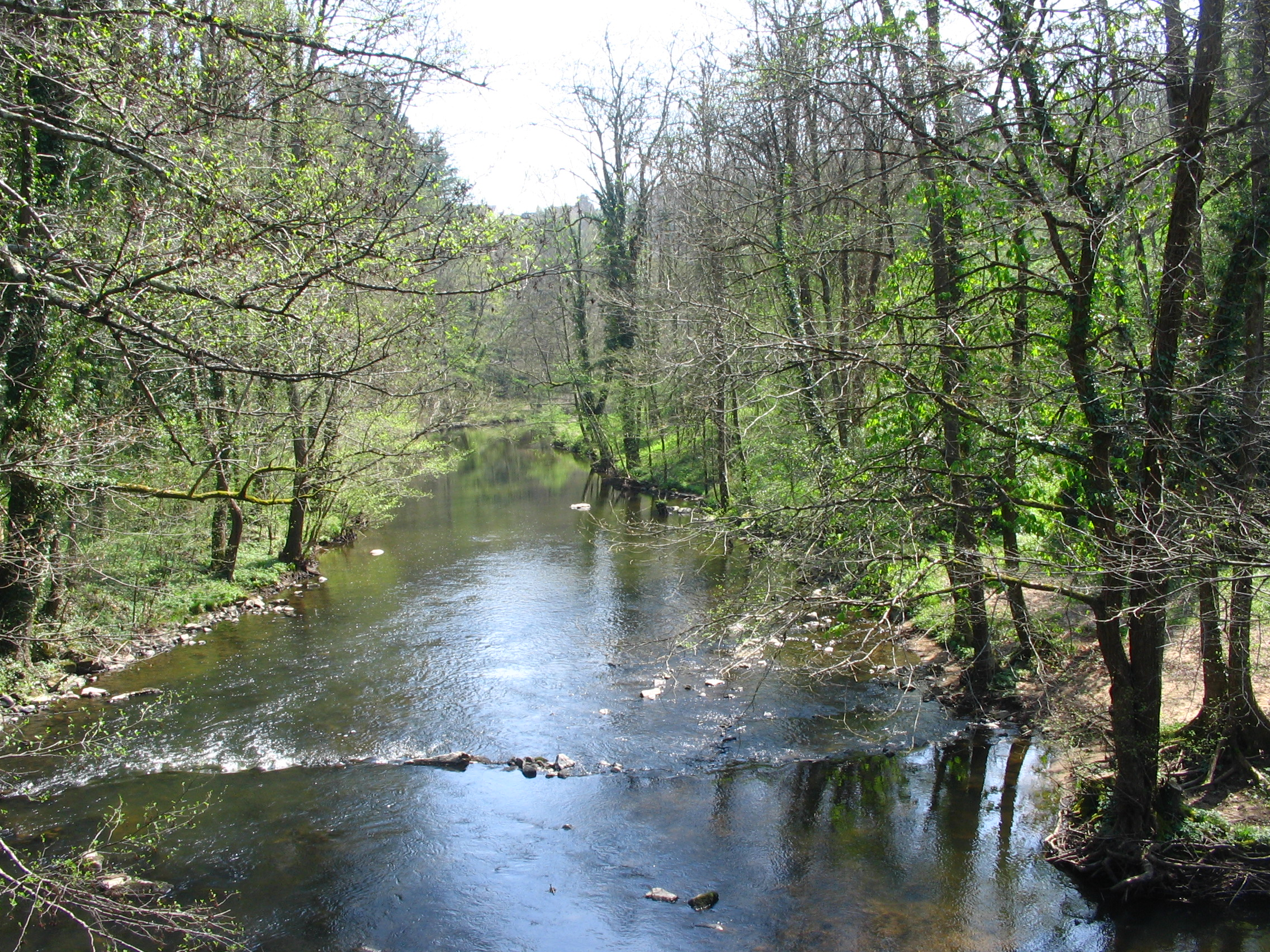
Между коммунами Шантель и Денёй-ле-Шантель
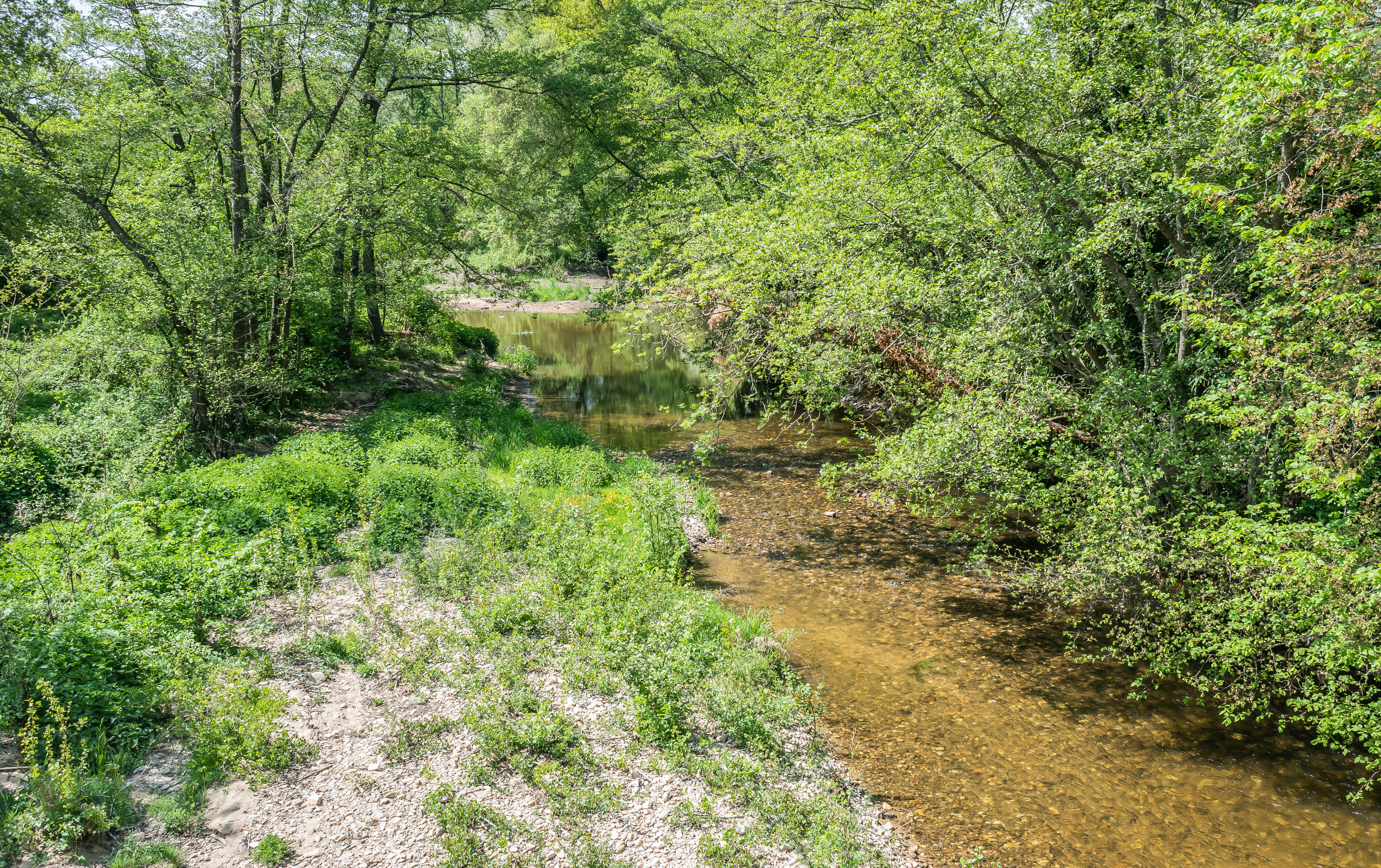
В Фурийе.